# Pleospora spetsbergensis
Pleospora spetsbergensis är en svampart som tillhör divisionen sporsäcksvampar och som beskrevs av Kerstin Holm och Lennart Holm. 
Pleospora spetsbergensis ingår i släktet Pleospora och familjen Pleosporaceae. Arten är reproducerande i Sverige.